# USS LST-998
El USS LST-998 fue un buque de desembarco de tanques clase LST-542 de la Armada de los Estados Unidos. Puesto en gradas el 8 de abril de 1944 por el Boston Navy Yard, botado el 14 de mayo del mismo año —amadrinado por Olga M. Lessa— y comisionado el 29 de mayo. Su primer comandante fue el teniente R. W. Barter de la Naval Reserve.
Tras la Segunda Guerra Mundial, el LST-998 cumplió tareas en la ocupación del Extremo Oriente y estuvo en servicio en China hasta marzo de 1946. Regresó a los Estados Unidos y pasó a retiro el 26 de junio del mismo año.
El 4 de noviembre de 1948, fue vendido a Northwest Merchandising Service, donde el buque adoptó el nombre de «Don Ernesto». Poco tiempo después, el Gobierno de la Argentina compró el Don Ernesto, el cual pasó a las filas de la Armada Argentina como «BDT N.º 3». En 1959, recibió el nombre «Cabo San Francisco de Paula»; continuó prestando servicios hasta 1964.